# Diocese de San Miguel
A Diocese de San Miguel (em latim: Dioecesis Sancti Michaëlis na Argentina) é uma diocese localizada na cidade de San Miguel, pertencente á Arquidiocese de Buenos Aires na Argentina. Foi fundada em 10 de julho de 1978 pelo Papa Paulo VI. Com uma população católica de 826.800 habitantes, sendo 77,6% da população total, possui 30 paróquias com dados de 2017.

## História
A diocese de San Miguel foi criada com a desmembração da Diocese de San Martín em 11 de julho de 1978. 

## Lista de bispos
A seguir uma lista de bispos desde a criação da diocese. 
|                 | Nome                     | Período    | Notas                                      |
| Bispos          | Bispos                   | Bispos     | Bispos                                     |
| --------------- | ------------------------ | ---------- | ------------------------------------------ |
| 6º              | Damián Nannini           | 2018–atual |                                            |
| 5º              | Sergio Alfredo Fenoy     | 2006–2018  | Nomeado Arcebispo de Santa Fé da Vera Cruz |
| 4º              | José Luis Mollaghan      | 2000–2005  | Nomeado Arcebispo de Rosário               |
| 3º              | Abelardo Francisco Silva | 1994–2000  |                                            |
| 2º              | José Manuel Lorenzo      | 1983–1994  |                                            |
| 1º              | Horacio Alberto Bózzoli  | 1978–1983  | Nomeado Arcebispo de Tucumán               |
| Bispo-coadjutor |                          |            |                                            |
|                 | Abelardo Francisco Silva | 1994       |                                            |